# Улмі (Джурджу)
Улмі (рум. Ulmi) — село у повіті Джурджу в Румунії. Входить до складу комуни Улмі.
Село розташоване на відстані 25 км на захід від Бухареста, 66 км на північ від Джурджу, 130 км на південь від Брашова.

## Населення
За даними перепису населення 2002 року у селі проживали 1155 осіб, з них 1153 особи (99,8%) румунів. Рідною мовою 1153 особи (99,8%) назвали румунську.